# Urojana eborea
Urojana eborea is een vlinder uit de familie van de Eupterotidae. De wetenschappelijke naam van de soort is voor het eerst geldig gepubliceerd in 1915 door Gaede.